# Ritratto di Leone X con i cardinali Giulio de' Medici e Luigi de' Rossi
Il Ritratto di Leone X con i cardinali Giulio de' Medici e Luigi de' Rossi è un dipinto a olio su tavola (155,2x118,9 cm) di Raffaello Sanzio, databile al 1518 e conservato dal 2020 nella Galleria palatina di Firenze (proveniente dagli Uffizi).

## Storia

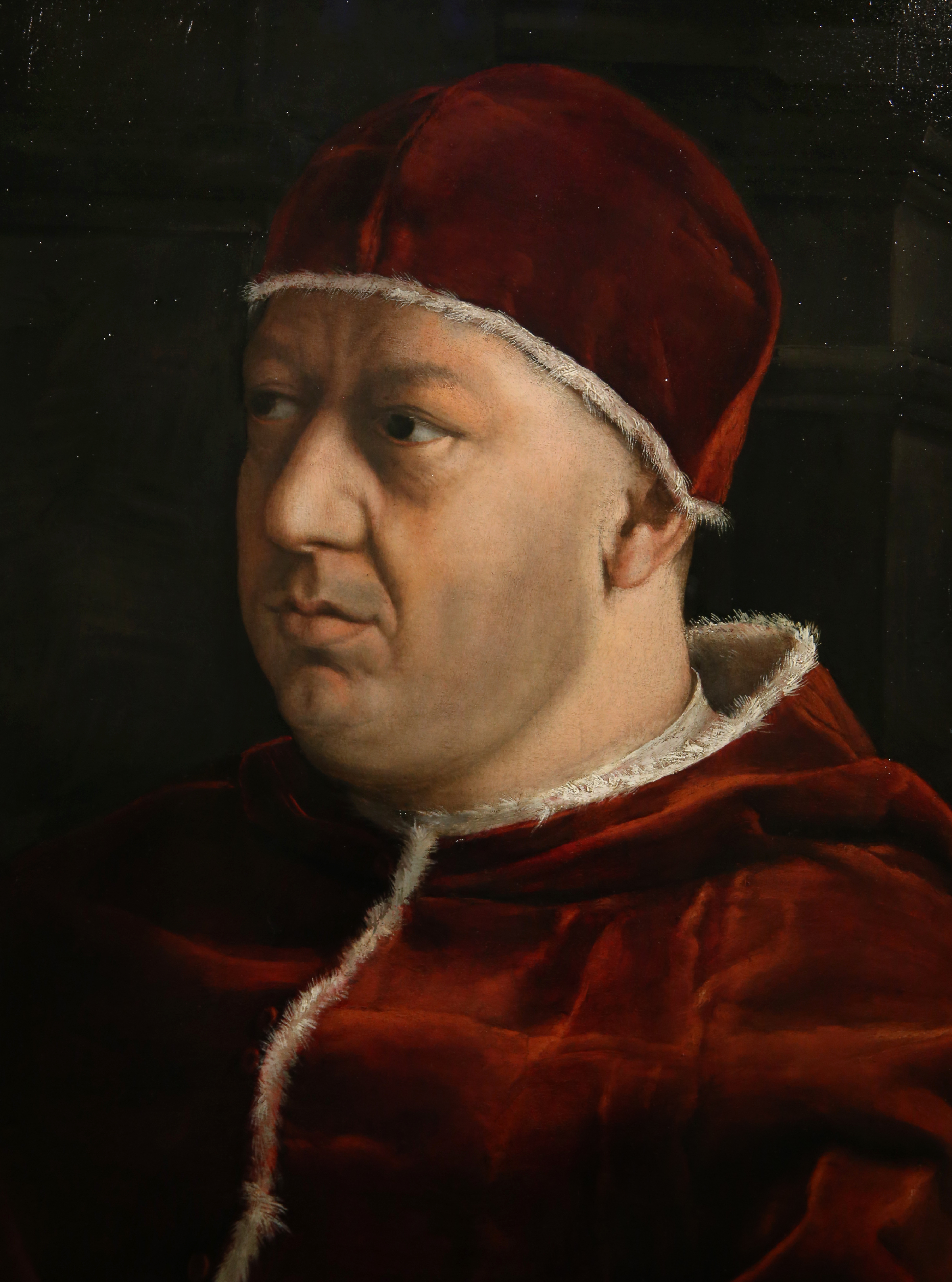
Dettaglio

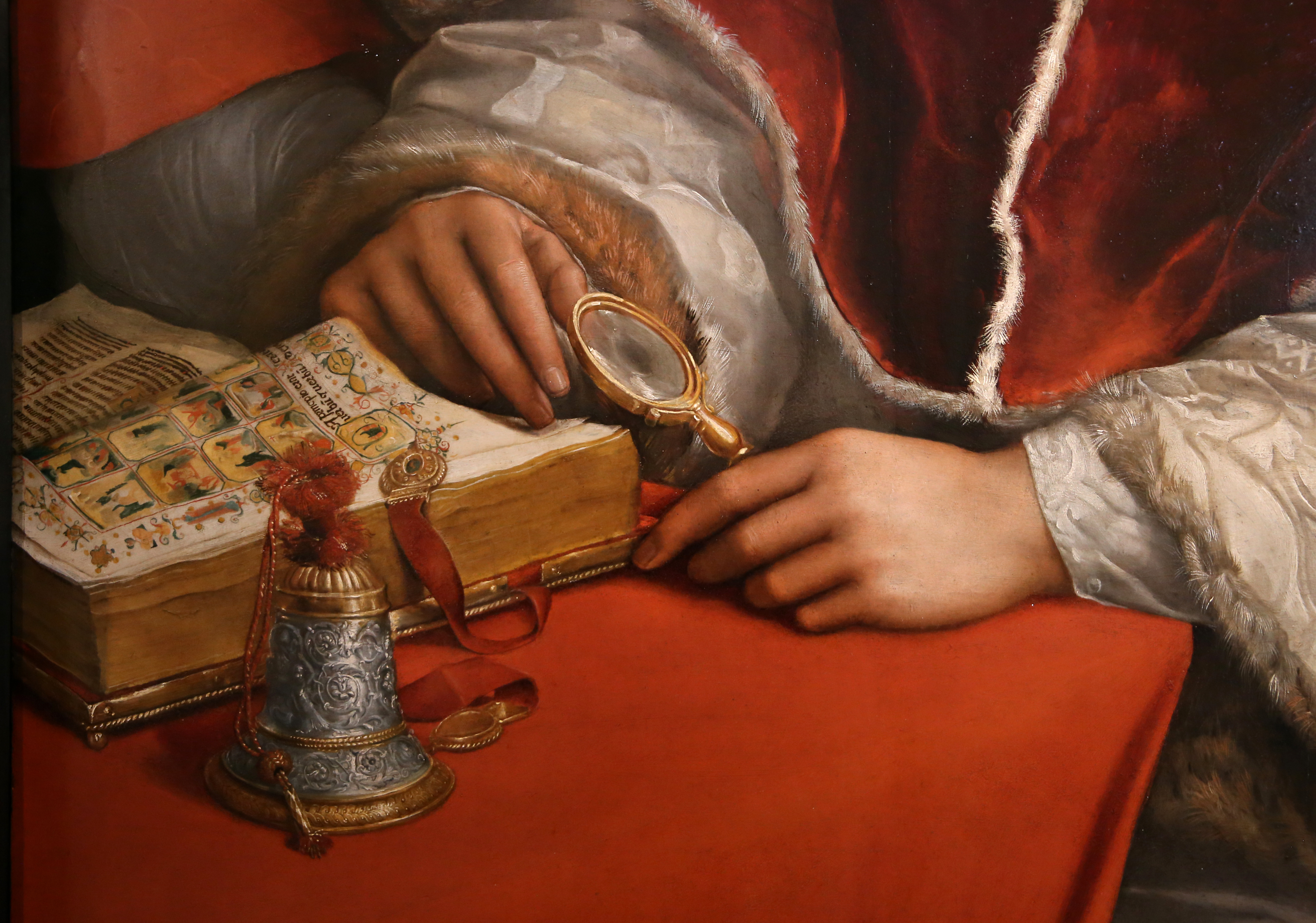
Dettaglio

Il grande ritratto del papa venne inviato a Firenze nel 1518 per rappresentare il pontefice, impossibilitato a spostarsi, alle nozze del nipote Lorenzo duca di Urbino con la nobildonna francese Madeleine de La Tour d'Auvergne (parente del re di Francia Francesco I), dalla cui unione nacque Caterina de' Medici. Il ritratto venne sistemato in Palazzo Medici e le fonti lo ricordano "sopra alla tavola dove mangiava la Duchessa e gli altri signori, in mezzo, che veramente rallegrava ogni cosa".
Vasari ne fece una descrizione di stupefatta ammirazione, che ben rievoca l'impressione che l'opera fece presso i contemporanei: incantava l'acuta descrizione degli oggetti, la resa minuziosa dei dettagli preziosi e soprattutto "i lumi delle finestre, le spalle del papa e il rigirare delle stanze" riflessi nel pomello della sedia camerale.
Ne furono fatte varie copie, tra cui una del Vasari stesso nel 1536; lo storico aretino riporta anche una storia secondo cui una copia di Andrea del Sarto (oggi a Napoli) venne spedita al posto dell'originale a Federico II Gonzaga, che l'aveva ammirato in casa di Ottaviano de' Medici e tanto aveva insistito per avere l'opera con Clemente VII; in realtà si pensa si tratti di un falso racconto, poiché dal carteggio si evince che il marchese non ricevette il dipinto prima del 1525.
Secondo Federico Zeri la copia di Vasari era invece custodita (e fu fotografata) nel 1985 presso una non specificata collezione privata a Terni.
Una terza copia fu dipinta nel 1520 da Giuliano Bugiardini con il cardinale nipote Innocenzo Cybo al posto del de' Rossi, nel frattempo deceduto.
Nel 1589 l'originale risulta inventariato agli Uffizi, e dal 1799 al 1816 finì in Francia tra le prede napoleoniche.
Con l'unione di Uffizi e Galleria Palatina, il direttore Eike Schmidt ha portato avanti un riordino delle collezioni, destinando il ritratto alla Galleria Palatina di palazzo Pitti, dove l'opera si trovava fino al XIX secolo.
Dopo il restauro del 1995, la tavola è stata di nuovo restaurata nel 2017-2018.

## Descrizione e stile
Con questo ritratto ufficiale, Raffaello proseguì nell'opera di rinnovo della tradizione già avviata con il Ritratto di Giulio II. Il papa, vestito col camauro, la mozzetta e una veste di velluto bordata di pelliccia e riccamente decorata, è infatti seduto a un tavolo coperto da un drappo rosso sulla sedia camerale sul cui pomello si vede un riflesso della finestra e della stanza. La composizione si svolge in diagonale, anziché di profilo o frontalmente come di solito, e il papa non è ritratto in maniera impostata, ma intento alla lettura, appena sospesa, di un prezioso manoscritto miniato (un libro d'ore), lente d'ingrandimento alla mano, vicino a una campanella riccamente ornata a cesello, usata per chiamare i servitori e i cortigiani. Gli oggetti sul tavolo alludono senza dubbio ai gusti raffinati del Papa mecenate. Pochi accenni spaziali mostrano un pilastro della stanza, con cornici spezzate.
Dietro di lui stanno due cardinali cugini, Giulio de' Medici (futuro Clemente VII, a sinistra) e Luigi de' Rossi (a destra), in assenza di azione che accentua il carattere "storico" della rappresentazione. L'ultimo restauro ha potuto appurare che queste due figure non sono state aggiunte in un secondo momento (come si pensava in precedenza), poiché il loro disegno si sovrappone in maniera congrua a quello della sedia e del tavolo e le incisioni che disegnano l'architettura dello sfondo si fermano esattamente ai loro contorni). Il ritratto acquisì quindi poco dopo anche il valore di esaltazione dinastica. Essi dimostrano una notevole familiarità, col gesto del cardinal de' Rossi che poggia le mani sullo schienale della sedia e guarda direttamente lo spettatore, come se ne percepisse la presenza; gli altri sguardi invece divergono, quasi ad amplificare lo spazio su molteplici direttrici.
Il ritratto del papa è altamente individuato nella fisionomia, come il volto tondo e dal mento gonfio, il naso grande e arcuato, lo sguardo intenso, rivolto a un punto indefinito nella stanza, i solchi ai lati della bocca, sulla fronte le leggere occhiaie, oltre alla leggera ricrescita della barba.
Il punto di vista è leggermente rialzato e il taglio del tavolo dai bordi del dipinto creano un effetto particolarmente innovativo, che evidenzia le direttrici diagonali: l'effetto è quello di uno spazio aperto che prosegue in tutte le direzioni, coinvolgendo al massimo lo spettatore che si trova vivamente partecipe alla scena.
I colori si basano su una stupenda "sinfonia dei rossi", dal purpureo del copricapo di velluto, alle sete cardinalizie dai toni accesi, fino allo scarlatto del drappo lanoso sul tavolo e alla tinta sanguigna delle frange e della stoffa sulla sedia.
L'atmosfera pacata ma allusiva al potere papale e allo splendore della sua corte e l'armonia dell'intera composizione fanno di questo dipinto una delle opere più significative e ammirate degli ultimi anni dell'artista.